# Phytomyza vitalbae
Phytomyza vitalbae is een vliegensoort uit de familie van de mineervliegen (Agromyzidae). De wetenschappelijke naam van de soort is voor het eerst geldig gepubliceerd in 1872 door Kaltenbach.